# Castello dei Conti d'Aquino (Roccasecca)
Il castello dei Conti D’Aquino si trova a Roccasecca, in provincia di Frosinone, nel Lazio.

## Storia

### Origini
Sul monte Asprano, nel 994, fu costruito il castello dei Conti d’Aquino, per volere dell'abate di Montecassino Mansone, che approvò il progetto coalizzandosi con la famiglia dei D'Aquino di Pontecorvo. Il castello aveva uno scopo difensivo. La rilevanza strategica della rocca proveniva dal controllo della bassa valle del Sacco-Liri e dal controllo della confluente valle del Melfa. Il castello fu distrutto e ricostruito varie volte.
Dopo lo stanziamento dei longobardi ad Aquino, intorno all’VIII – IX secolo, i primi “signori” aquinati erano longobardi e diedero origine alla dinastia e alla Contea di Aquino.

### 996-1504
Il conte Adenolfo III, nel 996, distrusse il castello di Roccasecca. Subito dopo il Mille venne ricostruito. Nel 1139, con la pace di S. Germano, ci fu la vittoria dei normanni e di Ruggero II nell’Italia meridionale e così ci fu la decadenza e poi la fine della contea di Aquino. Per vari eventi il castello venne distrutto più volte, ma poi venne ricostruita, in maniera più ampia, da Landolfo e da Rinaldo II d’Aquino, cioè un castello con una torre cilindrica che persistette nel 1197, all’assedio delle truppe dell’imperatore Enrico VI di Svevia.
Nella fortezza – castello alloggiò per alcuni giorni, nel XIII secolo, anche l’imperatore Federico II, imparentato con la stessa famiglia di San Tommaso. 
L’ultimo legittimo detentore del titolo di Conte fu Landone IV i cui figli, Pandolfo e Rinaldo, diedero origine a due rami della famiglia diversi.
Alcuni documenti della fine del XIII secolo testimoniano che Roccasecca poteva vantarsi del titolo di “Universitas hominum”, cioè aveva un’amministrazione autonoma anche se era retta dalla signoria dei d’Aquino.
Roccasecca, nel 1414, tornò in possesso della regina di Napoli Giovanna II. Nel 1442 Alfonso I attribuì a Francesco II il feudo di Roccasecca. Successivamente, nel 1447, il castello subì l’assedio dell’esercito pontificio di Papa Callisto III e Roccasecca fu riconsegnata ai d’Aquino. Nel 1495 le forze di Carlo VIII la saccheggiarono. Roccasecca, nel 1503, subì un nuovo assedio dai francesi, però non riuscirono ad occuparla. La vicenda fu narrata da Francesco Guicciardini nella “Storia d’Italia”. L’anno dopo, i re di Spagna, Ferdinando il cattolico ed Isabella di Castiglia, concessero Roccasecca a Ferdinando II.

### Il declino
Nel XVII secolo il castello perse il controllo della valle e rimase un semplice feudo che passò dai D’Avalos ai Colonna ed ai Boncompagni fino all’occupazione francese del 1796. 
Secondo alcuni storici il famoso teologo domenicano Tommaso d'Aquino sarebbe nato nel castello nel 1225, negli ambienti che ancora oggi si chiamano “casa di San Tommaso”.

## Descrizione
Nonostante sia ridotto in ruderi, il castello è costituito dai resti di una cinta muraria a pianta quadrangolare munita ai vertici Nord-Est e Nord-Ovest di torri e con un mastio ed una torre nell’angolo Sud-Est. L’accesso è posto sul lato Ovest della cortina muraria. All'interno della corte si può vedere una grande cisterna necessaria alla raccolta dell'acqua piovana. All'esterno delle mura si trova la torre di avvistamento detta “del Cannone”. Secondo la tradizione qui è stato rinchiuso San Tommaso d'Aquino dopo il periodo di prigionia a Monte San Giovanni Campano.
L'archeologo Michelangelo Cagiano De Azevedo, nell'articolo “La chiesetta di San Tommaso presso il castello di Roccasecca” lo descrive così:«Il castello è costituito da un mastio con una torre piazzato all’angolo Sud-Est di una cinta quadrata di mura, rinforzata agli angoli da bastioni quadrangolari e semicircolari. Una cortina di mura merlate si dirige verso est fino ad una torre isolata - di costruzione, peraltro più tarda - mentre altre 2 cortine, scandite da torri merlate, anche esse semicircolari e occidentale del monte, includendo nel loro perimetro anche il semidiruto borgo medievale detto “Castello”.
Più a valle, sull'ultima gibbosità del monte verso la pianura, a colle Granaro, sono i resti di un fortino medievale, certamente connesso con il castello di monte S. Angelo, posto a guardia del non lontano ponte sulla Melfa, il cosiddetto “ponte vecchio”, fortino i cui ruderi furono stranamente interpretati come quelli della antica Duronia».
Appena fuori il fortilizio, sotto il controllo del mastio e della piccola torre cilindrica, si trova la chiesetta di Santa Croce.